# Phrynus levii
Phrynus levii är en spindeldjursart som beskrevs av Quintero 1981. Phrynus levii ingår i släktet Phrynus och familjen Phrynidae. Inga underarter finns listade i Catalogue of Life.